# Sam Coulson
Sam Coulson (Chigwell, 9 febbraio 1987) è un chitarrista inglese noto prevalentemente per la sua militanza nella band Asia.

## Biografia
Iniziata la carriera nel 2007, nel 2013 è chiamato ad unirsi alla band Asia, in seguito all'uscita di Steve Howe e al rifiuto di Paul Gilbert di sostituirlo.
Durante una pausa della band nel 2015, Coulson ha lavorato a un album solista intitolato Electric Classical, composto da brani classici suonati con la chitarra elettrica, che è stato pubblicato il 20 novembre 2015.
Ha lasciato la band nel 2019, per dedicarsi ai suoi progetti solisti.

## Discografia
- 2015 - Electric Classical
- 2019 - Black Cross

### Con gli Asia
- 2014 – Gravitas